# Krępa Krajeńska (przystanek kolejowy)
Krępa Krajeńska – przystanek kolejowy, a dawniej stacja kolejowa w Krępie Krajeńskiej w województwie zachodniopomorskim, w Polsce, położony na uruchomionej 1 września 1888 linii kolejowej numer 403.

## Ruch pasażerski
| Rok  | Wymiana pasażerska na dobę |
| ---- | -------------------------- |
| 2017 | 0-9                        |
| 2022 | 0-9                        |

## Połączenia
- Piła
- Wałcz
- Szczecin
- Stargard
- Kalisz Pomorski

Była do około 1950 stacją styczną dla kolei leśnej z Dąbrowy.
W pobliżu znajduje się trójprzęsłowy most kolejowy na Płocicznej.